# 加隈亞衣
加隈亞衣（日语：／ Kakuma Ai，1988年9月9日—），出身於日本福岡縣，日本女性聲優，Mausu Promotion所屬。

## 經歷
Mausu Promotion付屬養成所的第26期生。
從2011年秋天開始在廣播節目和動畫片，遊戲軟體裡演出、2012年4月26日發售的PS Vita遊戲、《靜籟之空 ～獻給失落之星的詩～》女主角依恩為首度配音的角色。
2022年前往新西兰奥克兰作为嘉宾出席Overload漫展活动

## 人物
- 出生於福岡縣、講博多方言。其他大阪方言也精通[4]。
- 拿手的運動為游泳和乒乓球。其他也擅長電腦打字[4]。

## 演出作品

### 電視動畫
2012年
- 袭来！美少女邪神（女子學生）
- 要聽爸爸的話！（大姐姐）
- Campione 弒神者！（万里谷光）

2013年
- Aikatsu！偶像活動！（美浦珊瑚）
- 狗與剪刀必有用（大澤映見[6]）
- 現視研 第二代（波戶賢二郎〈女〉）
- 神不在的星期天（蜜蜜塔·格登堡、梅梅波·格登堡[7]）
- 穿透幻影的太陽（女學生）
- 特例措施團體斯特拉女子學院高等科C³部（瀨戶萌、瀨戶茜）

2014年
- 魔女的使命（女僕、書記）
- 魔奇少年 The Kingdom of Magic（莎娜）
- Aikatsu！偶像活動！（音城諾艾爾〈71集後〉）
- selector infected WIXOSS（小湊露子）
- 健全機鬥士（瑪卡羅妮）
- 星刻龍騎士（普琳羅茲·雪莉）
- 排球少年！！（女學生A）
- 如果折斷她的旗（白亞·B·布列德費爾德）
- RAIL WARS!（狗、七尾美穗）
- ALDNOAH.ZERO（妮娜·克萊因）
- 精靈使的劍舞（護界神·愛思特）
- 甘城輝煌樂園救世主（千斗五十鈴）
- selector spread WIXOSS（小湊露子）
- 記錄的地平線 第二期（御香影）
- 四月是你的謊言（少女、店員）
- JoJo的奇妙冒險 星塵遠征軍（女生徒E）

2015年
- ALDNOAH.ZERO 第2季（妮娜·克萊因）
- 純潔的瑪利亞（安）
- 記錄的地平線 第二期（春翠）
- 偵探歌劇 少女福爾摩斯 TD（天空城音莉茉）
- 食戟之靈（倉瀨真由美）
- 惡魔高校D×D BorN（羅絲薇瑟）
- 御神樂學園組曲（射水明日緋）
- 銀河騎士傳 第九行星戰役（融合個體管制官）
- 六花的勇者（恰姆·若瑟[8]）
- 魔物娘的同居日常（拉拉）
- 比基尼鬥士（魔法師）
- 學戰都市Asterisk（尤莉絲·愛雷克西亞·馮·里斯妃特）
- 受讚頌者 虛偽的假面（露露緹耶）
- 機動戰士GUNDAM 鐵血的孤兒（艾美莉亞·巴特韋恩、他賓氏整備員）
- 高校星歌劇（塔薇安、店員）
- 阿松（女學生）

2016年
- 火影忍者疾風傳（千乃）
- 排球少年！！第二季（ハルカ）
- 春太與千夏～春太與千夏共度青春～（少女）
- Active Raid－機動強襲室第八課－（伯德）
- 百無禁忌！女高中生私房話（金屬子）
- 紅殼的潘朵拉（比利）
- 噬神者（空木伊呂波）
- 為美好的世界獻上祝福！（天使）
- 迷家（小真愛、男子B）
- 火星異種 復仇（中之條江莉佳）
- 學戰都市Asterisk 第二季（尤莉絲·愛雷克西亞·馮·里斯妃特）
- 12歲。～小小胸口的怦然心動～（綾瀨花日）
- 小桃小栗 Love Love物語（栗原雪）
- 食戟之靈 貳之皿（倉瀨真由美）
- Tales of Zestiria the X 第1期（庫雷姆）
- D.Gray-man HALLOW（利娜莉·李）
- Active Raid－機動強襲室第八課－ 2nd（伯德）
- 齊木楠雄的災難（清美）
- 12歲。～小小胸口的怦然心動～ 第二期（綾瀨花日）
- 無畏魔女（雁淵光）

2017年
- 南鎌倉高校女子自行車社（壽鶴）
- Hand Shakers（芥川檀[9]）
- 高校星歌劇 第2期（塔薇安）
- 時鐘機關之星（琉紫）
- 境界之輪迴 第3期（繪草仁美）
- sin 七大罪（貝爾芬格）
- 在地下城尋求邂逅是否搞錯了什麼 外傳 劍姬神聖譚（阿蜜德·特亞薩納雷）
- 騎士&魔法（諾拉·弗克貝里）
- 徒然喜歡你（栗原千代、佐野京子）
- 捏造陷阱 -NTR-（岡崎由真[10]）
- 18if（小嶋愛莉[11]）
- 時間支配者（伊莎貝菈）
- 咕嚕咕嚕魔法陣（伊爾克）
- 食戟之靈 餐之皿（倉瀨真由美）
- 此花綺譚（櫻[12]）
- 調教咖啡廳（莓香的母親）
- 動畫同好會（阿佐谷愛）
- 如果有妹妹就好了。（白川京[13]、米亞可·米德菲爾德）
- 泥鯨之子們在沙地上歌唱（奈莉、艾瑪）

2018年
- 愛吃拉麵的小泉同學（哈娜）
- Slow Start（遠藤悠里）
- 童話魔法使（阿卡蒂·雅莉亞）
- 妖怪旅館營業中（阿涼）
- Lostorage conflated WIXOSS（小湊露子[14]）
- 藍海少女！～Advance～（岬小鳥）
- 惡魔高校D×D HERO（羅絲薇瑟）
- 蠟筆小新（園兒B）
- ISLAND（山吹桃香）
- OVERLORD III（蕾娜絲·洛克布爾斯）
- 搖曳莊的幽奈小姐（荒霸吐呑子[15]）
- CONCEPTION（亞菲[16]）
- 只要別西卜大小姐喜歡就好（莎爾葛塔納斯[17]）

2019年
- W'z（芥川檀）
- 魔法禁書目錄III（番外個體）
- 不吉波普不笑（白鴿）
- 鬼滅之刃（真菰[18]）
- 獵獸神兵（ナンシー[19]）
- 平凡職業造就世界最強（畑山愛子[20]）
- 魔法水果籃（倉伎真知）
- 碧藍航線（獨角獸、高雄）
- 戰×戀（早乙女五夜[21]）
- 偶像學園 on Parade！（音城諾艾爾）

2020年
- 達爾文遊戲（緹蜜絲）
- 怕痛的我，把防禦力點滿就對了（麻衣[22]、牛）
- Healin' Good ♥ 光之美少女（拉比琳）
- 魔法水果籃 2nd season（倉伎真知）
- 弩級戰隊HXEROS（星乃雲母）
- 魔王學院的不適任者～史上最強的魔王始祖，轉生就讀子孫們的學校～（梅諾·希斯特利亞）
- 王之襲擊：意志的繼承者（芙萊兒[23]）
- 強襲魔女 通往柏林之路（雁淵光）

2021年
- 記錄的地平線 圓桌崩壞（御香影、春翠）
- 關於我轉生變成史萊姆這檔事 第2期（阿爾比思）
- 世界魔女出動！（雁淵光）
- 無職轉生～到了異世界就拿出真本事～（艾莉絲·伯雷亞斯·格雷拉特）
- 魔法水果籃 The Final（倉伎真知）
- 漂流少年（亞希老師、燕）
- SELECTION PROJECT（酒田彩乃）
- 異世界食堂2（邁拉）
- 宿命迴響：命運節拍（夏洛特·施耐德）

2022年
- 半妖的夜叉姬（小狐狸）
- 平凡職業造就世界最強 2nd season（畑山愛子）
- 輝夜姬想讓人告白-超級浪漫-（阿天坊夢）
- 受讚頌者 二人的白皇（露露緹耶[24]）
- 奇米萌 CHIMIMO（鬼神葉月）
- SHINE POST（ふむ姉さん）
- 轉生就是劍（芙蘭[25]）
- 明日方舟 黎明前奏（芙蘭卡[26]）

2023年
- 轉生公主與天才千金的魔法革命（伊莉雅·克拉爾[27]）
- 魔王學院的不適任者～史上最強的魔王始祖，轉生就讀子孫們的學校～II（梅諾·希斯特利亞）
- 英雄王，為了窮盡武道而轉生～而後成為世界最強見習騎士♀～（拉菲妮亞·皮爾福特[28]）
- 久保同學不放過我（工藤葉月[29]）
- 怕痛的我，把防禦力點滿就對了2（麻衣[30]）
- Buddy Daddies 殺手奶爸（嚮導）
- 開闊天空！光之美少女（虹之丘真白／稜鏡天使[31]）
- 再得一勝！（梅原夏[32]）
- Animation x Paralympic：誰是你的英雄？（鶴見希衣[33]）
- 在地下城尋求邂逅是否搞錯了什麼IV（阿蜜德·特亞薩納雷）
- 機戰少女Alice Expansion（紺堂地衛理）
- 和山田談場Lv999的戀愛（佐佐木瑠奈[34]、瑠璃姬）
- 藍色管弦樂（秋音律子[35]）
- 在異世界獲得超強能力的我，在現實世界照樣無敵～等級提升改變人生命運～（路娜[36]）
- 能幹貓今天也憂鬱（柴咲由里[37]）
- 七魔劍支配天下（薇菈·密里根[38]）
- 物之古物奇譚（修復士）
- 百姓貴族（姪子、小學生B、女高中生、火星人〈梅絲〉）
- 間諜教室 第2期（米蘭達）
- 聖劍學院的魔劍使（蘿潔莉亞[39]）
- 我想成為影之強者！ 2nd season（瑪莉[40]）
- 明日方舟 冬隱歸路（霜葉[41]）
- 鴨乃橋論的禁忌推理（姐姐）

2024年
- 為了在異世界也能撫摸毛茸茸而努力。（涅菲蒂瑪·歐斯菲[42]）
- 因為不是真正的夥伴而被逐出勇者隊伍，流落到邊境展開慢活人生 2nd（菈本妲[43]）
- 勇氣爆發Bang Bravern（美優·加藤[44]）
- 月光下的異世界之旅 第二幕（音無響[45]）
- 休假的壞人先生（東雲／粉紅戰士[46]）
- 婚戒物語（瑟菲珞[47]）
- Re:Monster（哥布美[48]）
- 恰如細語般的戀歌（橘香織[49]）
- 關於我轉生變成史萊姆這檔事 第3期（阿爾比思）
- 學姊是男孩（早瀨藍）
- 這個世界漏洞百出（露[50]）
- 七龍珠大魔（琪琪〈迷你〉[51]）
- 平凡職業造就世界最強 season 3（畑山愛子[52]）

2025年
- 魔法製造者～異世界魔法的製作方法～（瑪莉[53]）
- 最弱技能《果實大師》 ～關於能無限食用技能果實（吃了就會死）這件事～（花帽子[54]）
- 灰色：幻影扳機（鮫島黑江[55]）
- 群花綻放、彷如修羅（牡丹鉾波可可[56]）
- 歲月流逝飯菜依舊美味（古館九禮亞[57]）
- MUZIK TIGER In the Forest（ティフィー[58]）
- 使人誤解的工房主～關於原英雄隊伍的雜役人員，實際上除了戰鬥能力外全是SSS的故事～（亞庫莉[59]）
- 靈異教師神眉（雪姬[60]）
- 跨越種族與你相戀（木更[61]）
- 最後可以再拜託您一件事嗎？（泰勒莎·霍普金斯[62]）
- 妖怪旅館營業中 貳（阿涼[63]）

時期未定
- 婚戒物語 第2期（瑟菲珞[64]）

### OVA
2014年
- 12歲。（綾瀨花日）※《Ciao》2014年5、8、10、11、12月號附錄[65]

2015年
- 強襲魔女 Operation Victory Arrow  vol.3 阿納姆之橋（蘿絲）
- 惡魔高校D×D BorN（羅絲薇瑟） ※DX.2 BD附贈限定版

2016年
- Under the Dog（女學生）
- 比基尼戰士OVA（法師）
- 魔物娘的同居日常（拉拉）[66] ※漫畫第11、12卷附贈OAD特裝版

2017年
- 無畏魔女 彼得堡大戰略（雁淵光）
- Lostorage conflated WIXOSS -missing link-（小湊露子）

2018年
- 比基尼戰士OVA2（法師[67]）
- 搖曳莊的幽奈小姐（2018年 - 2020年 荒霸吐呑子）※漫畫第11、12、24卷附贈動畫BD限定版

2021年
- 在地下城尋求邂逅是否搞錯了什麼Ⅲ（阿蜜德·特亞薩納雷）

### 劇場版動畫
2013年
- （寧寧）

2015年
- 心靈想要大聲呼喊。（北村）

2016年
- selector destructed WIXOSS（小凑露子）

2018年
- 忍者蝙蝠俠（貓女）

2020年
- 光之美少女 Miracle Leap 與大家不可思議的一天（拉比琳[68]）

2021年
- 酷愛電影的龐波小姐（蜜絲緹雅）

2023年
- 光之美少女 All Stars F（拉比琳、虹之丘真白／稜鏡天使）

2024年
- 美妙寵物 光之美少女電影： 心跳加速♡遊戲世界大冒險！（虹之丘真白／稜鏡天使[69]）

2025年
- 電影版 學姊是男孩 雨過天晴（早瀨藍[70]）
- 電影Idol光之美少女你與我♪（虹之丘真白／稜鏡天使[71]）

### 網路動畫
2015年
- 小桃小栗 Love Love物語（栗原雪）

2017年
- 拳皇命运（坂崎百合）

2019年
- 鋼彈創鬥者 潛網大戰Re:RISE（佛萊迪）

2025年
- BULLET/BULLET（アフタヌーンティー[72]）

### 遊戲
未知
靈魂潮汐(安德莉亞)
2011年
- BLAZBLUE CONTINUUM SHIFT EXTEND（開場動畫）

2012年
- 靜籟之空 ～獻給失落之星的詩～（伊恩〈伊歐娜薩爾·庫庫魯魯·普立薛爾〉）
- 白衣性戀愛症候群 RE:Therapy（克菈莉絲）
- データカードダス アイカツ！（頭像角色）

2014年
- 女友伴身邊（早見英子）
- 虹色女友
- 戀鎖反應（結月實乃梨）
- Ar nosurge〜獻給誕生之星的祈禱詩〜（伊恩〈伊歐娜薩爾·庫庫魯魯·普立薛爾〉）

2015年
- 傳頌之物 虛偽的假面（露露緹耶）
- 東京幻都（郁島空）
- 新次元游戏 海王星VII（噬神者）

2016年
- 傳頌之物 二人的白皇（露露緹耶）
- ISLAND（山吹桃香）
- Cytus Omega（MIU）
- 拳皇XIV（坂崎百合）
- 陰陽師（童女、雨女）
- 戰艦少女R（羅德尼、內華達、雪風）

2017年
- 碧藍航線（高雄、獨角獸、埃克塞特）

2018年
- 白貓Project（艾瑪）
- Dragalia Lost ～失落的龍絆～（露克雷齊亞）
- 搖曳莊的幽奈小姐 溫泉迷宮（荒霸吐呑子[73]）
- SNK Heroine: Tag Team Frenzy（坂崎百合）
- 拳皇全明星（坂崎百合）
- 碧藍航線（露露緹耶）

2019年
- 魔法禁书目录 幻想收束（番外个体）
- 明日方舟（芙兰卡、霜叶）
- Fire Emblem 風花雪月（艾黛爾賈特‧馮‧弗雷斯貝爾古）
- 聖火降魔錄 英雄雲集 （艾黛爾賈特‧馮‧弗雷斯貝爾古）

2020年
- 偶像學園 on Parade！ （音城諾艾爾）

2021年
- Fate/Grand Order（鬼一法眼）
- 拳皇XV（坂崎百合）
- 原神（罗莎莉亚）
- 少女前線（百式、VSK-94）

2022年
- 喵斯快跑（El_Clear）
- Infinity Souls（東田朱葉）
- AI：夢境檔案 涅槃肇始（環）
- 勝利女神：妮姬（拉普拉斯、魯德米拉）
- Crash Fever（艾莉絲）
- 寶可夢大師（夜妮）

2023年
- 無期迷途（拉彌亞）
- 蔚藍檔案（歌住櫻子）

### 廣播
- 動畫片偵探團3（日语：アニメ探偵団3）（高知放送・和歌山放送 / 2011年10月1日 - 2013年4月21日）[74]
- 網路廣播。（上記「動畫片偵探團3」的YouTube配信廣播 / 2011年11月18日 - 2013年4月24日）[75]

### 廣播劇CD
- 靜籟之空 ～獻給失落之星的詩～ 試練編幕間（伊恩〈伊歐娜薩爾·庫庫魯魯·普立薛爾〉）[76]
- 家電探偵は静かに嗤う。 《Champion RED》2012年12月號附錄
- 伊王野女王狂熱的愛情（愛爾潔恩特·亞菲梅爾）
- 夢之賭場學園 廣播劇CD（佐藤夢乃）
- Swing！！（宮里遙香）

### 網路電視
- ゲームの電撃 感謝祭 2012“超”生放送！＜ゲームの電撃チャンネル＞「ガスト シークレットステージ 第1部」裏トーク（niconico直播 / 2012年3月18日）
- 今井麻美的SSG 第157,158回（NICONICO動畫 / 2012年4月21,28日）
- にじどこ～マチ★アソビ取材編～ 加隈亞衣さんインタビュー！（NICONICO動畫 / 2012年5月14日）
- アニメ化企画進行中!?(仮) 推銷映像（煌煌統霸CV / niconico直播，YouTube / 2012年6月15日）[77]
- 月刊コミックゼノン『ブレイク』CM（千香子CV / YouTube / 2012年6月20日）[78]
- ７次元通信プレ放送（サージェ・コンチェルト / 2012年6月30日）[79]
- ７次元通信（サージェ・コンチェルト,HiBiKi Radio Station / 2012年7月20日 - 2012年11月16日：全9回，第1,3星期五配信）[79][80]

### 其他
- Bee漫畫（日语：BeeTV） 總在哭泣（日语：主に泣いてます）（駒子 / 2012年9月1日 - ）[81]
- 靜籟之空 ～獻給失落之星的詩～ 試練編 後半（伊恩〈伊歐娜薩爾·庫庫魯魯·普立薛爾〉）

## 雜誌

### 雜誌
- 声優アニメディア（2012年5月號）

### 專欄
- KAKUMA'S WISH（電擊PlayStation vol.519（2012年6月14号）連載中）

## 活動/MC/實況錄音

### 活動
- ゲームの電撃感謝祭2012 ガストシークレットステージ（ベルサール秋葉原 / 2012年3月18日）
- シェルノサージュステージイベント（動漫文化博覽會2012 アニプレックスブース / 2012年4月1日）
- マチ★アソビ vol.8（德岛县德島市 / 2012年5月3日 - 5日）
  - シェルノサージュ トークショー Ver.マチ★アソビ （ufotable CINEMA / 2012年5月4日）
- 萌えカル文化祭（大田區產業廣場PiO / 2012年6月2日 - 3日）
  - シェルノサージュ トークショー（アリー＆マウスブース / 2012年6月2日）
- ガスト・ガーラ（大宮Sonic City（日语：大宮ソニックシティ） / 2012年7月1日）
- 森谷里美の完パケラジオ！公開錄音＆ミニライブ（克拉克紀念國際高級中學 秋葉原克拉克工作室 / 2012年7月8日）
- マチ★アソビ vol.9（德岛县德島市 / 2012年10月6日 - 8日）
  - つきねこ再び眉山に立つ（眉山林間ステージ / 2012年10月6日）
  - シェルノサージュ トークショー Ver.マチ★アソビ（ufotable CINEMA / 2012年10月7日）
- 「MAUSU Diva feat.ACRYLICSTAB」發售記念活動!!（カラオケの鉄人 カラオケの鉄人 銀座ファゼンダ店 / 2012年10月13日）

### MC
- 栗山千明的新月朗讀館（TOHOシネマズ六本木ヒルズ / 2012年8月18日）
- レッドドラゴン トークセッション（眉山林間ステージ / 2012年10月6日）

### 實況錄音
- マウスディーバ＋つきねこライブ（新町橋東公園ステージ / 2012年10月6日、8日）

## 音樂CD

### 角色歌
| 發售日   | 名稱                                                     | 演唱名義 | 歌曲名稱                                                           | 商業搭配                                                 |
| 2014年   | 2014年                                                   | 2014年 | 2014年                                                             | 2014年                                                   |
| -------- | -------------------------------------------------------- | --- | ------------------------------------------------------------------ | -------------------------------------------------------- |
| 7月23日  | 精靈劍舞祭                                               | Knee-Socks | 「精靈劍舞祭」                                                     | 電視動畫《精靈使的劍舞》片尾曲                           |
| 7月23日  | 精靈劍舞祭                                               | Knee-Socks | 「KN33S0XXX」                                                      | 電視動畫《精靈使的劍舞》相關歌曲                         |
| 7月23日  | 祝祭のエレメンタリア                                     | Knee-Socks | 「祝祭のエレメンタリア」                                           | 電視動畫《精靈使的劍舞》印象曲                           |
| 10月8日  | 精靈使的劍舞 BD、DVD第1卷特典CD                          | Knee-Socks | 「刻印讃歌」                                                       | 電視動畫《精靈使的劍舞》相關歌曲                         |
| 11月5日  | 精靈使的劍舞 BD、DVD第2卷特典CD                          | 護界神·愛思特（加隈亞衣） | 「Dance In Dreams」 「Holy Domain」                                | 電視動畫《精靈使的劍舞》相關歌曲                         |
| 11月19日 | 甘城輝煌樂園救世主 角色歌集                              | 千斗五十鈴（加隈亞衣） | 「TriCKaRt HeARt」                                                 | 電視動畫《甘城輝煌樂園救世主》相關歌曲                   |
| 12月28日 | t7s Longing for summer                                   | WITCH NUMBER 4 | 「PRIZM♪RIZM」                                                     | 遊戲《東京七姐妹》相關歌曲                               |
| 2015年   |                                                          | |                                                                    |                                                          |
| 3月4日   | 精靈使的劍舞 BD、DVD第6卷特典CD                          | Knee-Socks | 「Holy Domain」                                                    | 電視動畫《精靈使的劍舞》相關歌曲                         |
| 4月22日  | 合言葉はミラクル！                                       | 可兒江西也（內山昂輝）、千斗五十鈴（加隈亜衣） | 「合言葉はミラクル！」                                             | 電視動畫《甘城輝煌樂園救世主》相關歌曲                   |
| 5月20日  | H-A-J-I-M-A-L-B-U-M-!!                                   | 777☆SISTERS | 「H-A-J-I-M-A-R-I-U-T-A-!!」 「Cocoro Magical」 「KILL☆ER☆TUNE☆R」 | 遊戲《東京七姐妹》相關歌曲                               |
| 5月20日  | H-A-J-I-M-A-L-B-U-M-!!                                   | WITCH NUMBER 4 | 「SAKURA」                                                         | 遊戲《東京七姐妹》相關歌曲                               |
| 7月24日  | 御神樂學園組曲 BD、DVD第2卷特典CD                        | 射水明日緋（加隈亜衣） | 「十六夜シーイング」                                               | 電視動畫《御神樂學園組曲》相關歌曲                       |
| 7月29日  | 僕らは青空になる/FUNBARE☆RUNNER                          | 777☆SISTERS | 「」 「FUNBARE☆RUNNER」                                            | 遊戲《東京七姐妹》相關歌曲                               |
| 9月16日  | 好想大聲說出心底的話。原聲帶                             | 邪惡妖精 | 「」                                                               | 劇場版動畫《好想大聲說出心底的話。》劇中曲               |
| 9月16日  | 好想大聲說出心底的話。原聲帶                             | 少女［仁藤菜月（雨宮天）］、街上的人們 | 「word word word」                                                 | 劇場版動畫《好想大聲說出心底的話。》劇中曲               |
| 9月16日  | 好想大聲說出心底的話。原聲帶                             | 少女［仁藤菜月（雨宮天）］、王子［坂上拓實（內山昂輝）］、世界的人們 | 「」                                                               | 劇場版動畫《好想大聲說出心底的話。》劇中曲               |
| 12月9日  | Snow in "I love you"                                     | 777☆SISTERS | 「Snow in "I love you"」                                           | 遊戲《東京七姐妹》相關歌曲                               |
| 2016年   |                                                          | |                                                                    |                                                          |
| 12月21日 | 電視動畫「無畏魔女」片尾曲 完整收藏                      | 雁淵光（加隈亞衣）、雁淵孝美（末柄里惠） | 「LITTLE WING～Spirit of LINDBERG～ Vol.1」                        | 電視動畫《無畏魔女》片尾曲                               |
| 12月21日 | 電視動畫「無畏魔女」片尾曲 完整收藏                      | 雁淵孝美（末柄里惠）、雁淵光（加隈亞衣） | 「LITTLE WING～Spirit of LINDBERG～ Vol.2」                        | 電視動畫《無畏魔女》片尾曲                               |
| 12月21日 | 電視動畫「無畏魔女」片尾曲 完整收藏                      | 雁淵光（加隈亞衣）、妮卡·愛德華汀·卡塔雅南（高森奈津美）、管野直枝（村川梨衣） | 「LITTLE WING～Spirit of LINDBERG～ Vol.3」                        | 電視動畫《無畏魔女》片尾曲                               |
| 12月21日 | 電視動畫「無畏魔女」片尾曲 完整收藏                      | 艾荻塔·珞斯曼（五十嵐裕美）、 雁淵光（加隈亞衣） | 「LITTLE WING～Spirit of LINDBERG～ Vol.4」                        | 電視動畫《無畏魔女》片尾曲                               |
| 12月21日 | 電視動畫「無畏魔女」片尾曲 完整收藏                      | 妮卡·愛德華汀·卡塔雅南（高森奈津美）、 雁淵光（加隈亞衣） | 「LITTLE WING～Spirit of LINDBERG～ Vol.7」                        | 電視動畫《無畏魔女》片尾曲                               |
| 12月21日 | 電視動畫「無畏魔女」片尾曲 完整收藏                      | 管野直枝（村川梨衣）、 雁淵光（加隈亞衣） | 「LITTLE WING〜Spirit of LINDBERG〜 Vol.9」                        | 電視動畫《無畏魔女》片尾曲                               |
| 12月21日 | 電視動畫「無畏魔女」片尾曲 完整收藏                      | 昆杜菈·拉爾（佐藤利奈）、雁淵孝美（末柄里惠）、 雁淵光（加隈亞衣） | 「LITTLE WING～Spirit of LINDBERG～ Vol.10」                       | 電視動畫《無畏魔女》片尾曲                               |
| 12月21日 | 電視動畫「無畏魔女」片尾曲 完整收藏                      | 雁淵光（加隈亞衣）、雁淵孝美（末柄里惠）、管野直枝（村川梨衣）、妮卡·愛德華汀·卡塔雅南（高森奈津美）、沃楚德·庫平斯基（石田嘉代）、亞歷珊朵拉·I·波克爾什金（原由實）、喬潔特·萊馬爾（照井春佳）、下原定子（水谷麻鈴）、艾荻塔·珞斯曼（五十嵐裕美）、昆杜菈·拉爾（佐藤利奈） | 「LITTLE WING～Spirit of LINDBERG～ Vol.12」                       | 電視動畫《無畏魔女》片尾曲                               |
| 2017年   |                                                          | |                                                                    |                                                          |
| 1月1日   | 城姬Quset                                                | 會津若松城（加隈亞衣） | 「櫻花爛漫」                                                       | 遊戲《城姬Quset 極》相關歌曲                             |
| 3月8日   | 無畏魔女 秘歌收藏 Vol.1                                  | 雁淵光（加隈亞衣） | 「MY HERO」 「LITTLE WING～Spirit of LINDBERG～」                  | 電視動畫《無畏魔女》相關歌曲                             |
| 3月8日   | 無畏魔女 秘歌收藏 Vol.1                                  | 雁淵光（加隈亞衣）、雁淵孝美（末柄里惠） | 「」 「」                                                          | 電視動畫《無畏魔女》相關歌曲                             |
| 4月19日  | t7s Longing for summer Again And Again 〜〜              | 777☆SISTERS | 「〜You were here〜」                                              | 遊戲《東京七姐妹》相關歌曲                               |
| 6月28日  | sin 七大罪 BD、DVD第1卷特典CD                            | 貝爾芬格（加隈亞衣） | 「」                                                               | 電視動畫《sin 七大罪》插入曲                             |
| 7月12日  | 無畏魔女 秘歌收藏 Vol.6                                  | 雁淵光（加隈亞衣）、艾荻塔·珞斯曼（五十嵐裕美） | 「Eternal Bonds」                                                  | 電視動畫《無畏魔女》相關歌曲                             |
| 7月12日  | 無畏魔女 秘歌收藏 Vol.6                                  | 雁淵光（加隈亞衣）、管野直枝（村川梨衣） | 「Rock ON!!」                                                      | 電視動畫《無畏魔女》相關歌曲                             |
| 7月12日  | 無畏魔女 秘歌收藏 Vol.6                                  | 雁淵光（加隈亞衣）、桑妮亞·V·莉特維雅克（門脇舞以）、艾拉·伊爾瑪塔·尤蒂萊南（大橋步夕） | 「LITTLE WING ～Spirit of LINDBERG～ Vol.13」                      | 電視動畫《無畏魔女》片尾曲                               |
| 8月13日  | /STAY☆GOLD                                               | 777☆SISTERS | 「」 「STAY☆GOLD」                                                 | 遊戲《東京七姐妹》相關歌曲                               |
| 12月13日 | 此花亭的四季                                             | 此花亭仲居之會 | 「」                                                               | 電視動畫《此花綺譚》片尾曲                               |
| 12月13日 | 此花亭的四季                                             | 櫻（加隈亞衣）、桐（沼倉愛美） | 「」                                                               | 電視動畫《此花綺譚》片尾曲                               |
| 12月25日 | 動畫同好會-完全Blu-ray BOX- 特典CD                       | eye（加隈亞衣） | 「」                                                               | 電視動畫《動畫同好會》插入曲                             |
| 2018年   |                                                          | |                                                                    |                                                          |
| 1月24日  | 《泥鯨之子們在沙地上歌唱》 原聲帶 心 〜Record〜          | 艾瑪（加隈亞衣） | 「」                                                               | 電視動畫《泥鯨之子們在沙地上歌唱》插入曲                 |
| 1月26日  | 如果有妹妹就好了。 Blu-ray BOX 上卷特典CD                | 白川京（加隈亞衣） | 「」                                                               | 電視動畫《如果有妹妹就好了。》相關歌曲                   |
| 7月4日   | THE STRAIGHT LIGHT                                       | WITCH NUMBER 4 | 「星屑☆シーカー」                                                  | 遊戲《東京七姐妹》相關歌曲                               |
| 9月6日   | SNK英雄 Tag Team Frenzy 初回特典CD「SPECIAL SOUNDTRACK」 | 坂崎百合（加隈亞衣） | 「Calling Heart」                                                  | 遊戲《SNK英雄 Tag Team Frenzy》片尾曲                    |
| 9月16日  | 碧藍航線 角色歌 #01                                      | 獨角獸（加隈亞衣） | 「My night」                                                       | 廣播節目《Yostar presents 加隈亞衣的碧藍航線廣播》片尾曲 |
| 10月10日 | MELODY IN THE POCKET                                     | 777☆SISTERS | 「MELODY IN THE POCKET」                                           | 遊戲《東京七姐妹》相關歌曲                               |
| 10月24日 |                                                          | 別西卜（大西沙織）、貝爾芬格（久野美咲）、莎爾葛塔納斯（加隈亞衣） | 「」                                                               | 電視動畫《只要別西卜大小姐喜歡就好》片尾曲               |
| 10月24日 | 莎爾葛塔納斯                                             | 莎爾葛塔納斯（加隈亞衣） | 「」 「」                                                          | 電視動畫《只要別西卜大小姐喜歡就好》相關歌曲             |
| 10月24日 | 搖曳莊的幽奈小姐 BD、DVD第2卷特典CD                      | 荒霸吐呑子（加隈亜衣） | 「」                                                               | 電視動畫《搖曳莊的幽奈小姐》相關歌曲                     |
| 2019年   |                                                          | |                                                                    |                                                          |
| 2月27日  | 鳥籠廢鐵進行曲 角色歌 UNIT2                              | TWIN-CRUE l MIRROR-CREW | 「」                                                               | 遊戲《鳥籠廢鐵進行曲》相關歌曲                           |
| 3月27日  | 只要別西卜大小姐喜歡就好 BD、DVD第4卷特典CD              | 莎爾葛塔納斯（加隈亞衣）、歐莉諾姆（赤崎千夏） | 「」                                                               | 電視動畫《只要別西卜大小姐喜歡就好》相關歌曲             |
| 5月29日  | 只要別西卜大小姐喜歡就好 BD、DVD第6卷特典CD              | 別西卜（大西沙織）、貝爾芬格（久野美咲）、莎爾葛塔納斯（加隈亞衣） | 「」                                                               | 電視動畫《只要別西卜大小姐喜歡就好》相關歌曲             |
| 6月19日  | NATSUKAGE -夏陰-                                         | 777☆SISTERS | 「NATSUKAGE -夏陰-」 「」                                          | 遊戲《東京七姐妹》相關歌曲                               |
| 9月11日  | 新世界魔女系列秘歌收藏特別版 赫爾辛基篇                  | 雁淵光（加隈亞衣） | 「」                                                               | 《世界魔女》相關歌曲                                     |
| 12月4日  | 平凡職業造就世界最強 角色歌迷你專輯                      | 畑山愛子（加隈亞衣） | 「Harvest」                                                        | 電視動畫《平凡職業造就世界最強》插入曲                   |

## 註腳

### 组合成员
1. 1 2  木戶衣吹、優木加奈、石上靜香、大西沙織、加隈亞衣
2. 1 2 3  春日部春（篠田南）、角森蘿娜（加隈亞衣）、野野原姬（中島唯）、芹澤桃香（井澤詩織）
3. 1 2 3 4 5 6 7  春日部春（篠田南）、天堂寺結（高田憂希）、角森蘿娜（加隈亞衣）、野野原姬（中島唯）、芹澤桃香（井澤詩織）、臼田堇（清水彩香）、神城翠（道井悠）、久遠寺靜香（今井麻夏）、亞歷山大·蘇斯（大西沙織）、晴海鰆（中村櫻）、晴海鰍（高井舞香）、晴海真珠（桑原由氣）
4. ↑  柚（大野柚布子）、皋（秦佐和子）、棗（諏訪彩花）、蓮（久保田梨沙）、櫻（加隈亞衣）、桐（沼倉愛美）
5. ↑  萊拉（小倉唯）、優優（水瀨祈）、傑里科（加隈亞衣）

## 外部連結
- Mausu Promotion介紹 （页面存档备份，存于）（日語）
- 加隈亞衣的X（前Twitter）（日語）
- Mausu Promotion附屬養成所（页面存档备份，存于）（日語）